# Blackout di New York del 1977
Il blackout di New York del 1977 fu un black out che colpì la città di New York dalla sera del 13 luglio al tardo pomeriggio del 14 luglio 1977.

## L'evento
Il blackout ebbe inizio intorno alle 21.30 del 13 luglio, a causa dell'avaria provocata da fulmini ad una sottostazione della compagnia Con Edison e ad alcune linee ad alta tensione, che si riverberò a cascata su tutto il sistema di trasmissione dell'energia elettrica della città.
Quasi tutta l'area urbana venne interessata dall'interruzione dell'energia elettrica, ad eccezione di alcuni quartieri del distretto del Queens, dove operava un'altra compagnia elettrica. A differenza di altri famosi episodi di blackout (come ad esempio nel 1965 e nel 2003), nel 1977 il fenomeno rimase circoscritto ai confini della città e non interessò alcuna area esterna. Alcune aree della città, infatti, rifornite dalla compagnia elettrica Long Island Lighting Company, non vennero invece interessate dall'oscuramento. Le procedure di emergenza vennero immediatamente attivate, tuttavia la fornitura di energia elettrica ritornò ai livelli normali solo durante la serata del 14 luglio.

## Conseguenze
Il blackout colpì una New York al culmine di una lunga fase di decadenza, duramente colpita dalla delinquenza di strada (le famose gang) e, proprio in quegli anni, dalle gesta criminali di David Berkowitz, assassino seriale conosciuto come son of Sam; la città stava inoltre fronteggiando una seria crisi fiscale ed era colpita da alti livelli di disoccupazione. Durante le ore di oscuramento in alcuni quartieri della città si scatenarono vere e proprie rivolte urbane, con scontri per le strade e razzie. I rivoltosi, per la maggior parte residenti nei quartieri poveri della città, scorrazzarono indisturbati per tutte le quasi ventiquattr'ore della durata del blackout, appiccando incendi (più di 1.000) e danneggiando e derubando circa 1.600 esercizi commerciali.
Alla fine dell'evento la polizia cittadina aveva effettuato circa 3.700 arresti per i vari reati commessi durante le sommosse; il bilancio finale dei danni provocati dal blackout e dai tumulti collegati fu di circa 300 milioni di dollari dell'epoca. A causa dell'interruzione della fornitura di corrente elettrica, furono chiusi anche i due principali aeroporti cittadini, Kennedy e La Guardia; analogamente venne colpito lo Shea Stadium, dove stava giocando una delle squadre di baseball della città, i Mets. Durante il blackout inoltre non funzionò la metropolitana e vennero chiusi i tunnel per mancanza di ventilazione.

## Nella cultura di massa
- Nel film fantascienza/commedia Men in Black, il blackout del 1977 viene descritto come uno "scherzo del Grande Attrattore", un piccolo ma potente globo di energia e anomalia gravitazionale.
- Nella serie TV Hunters il blackout viene provocato dai nazisti come diversivo per introdurre un'arma chimica a Manhattan.
- Il blackout è citato nella serie tv The Get Down e fa da cornice alla storia di cinque ragazzi che vivono nel quartiere del Bronx degli anni '70, in cui regnavano delinquenza e corruzione.
- Una puntata della serie televisiva I Jefferson (la diciottesima della quarta stagione) è ispirata al blackout del 1977.
- Le scene finali del film Wonderstruck - La stanza delle meraviglie sono contestualizzate durante il blackout.